# Grigor Melik'set'yan
Grigor Vačei Melik'set'yan (in armeno Գրիգոր Վաչեի Մելիքսեթյան?; in russo Григор Вачеивич Меликсетян?, Grigor Vačeivič Meliksetjan; Erevan, 18 agosto 1986) è un ex calciatore armeno, di ruolo portiere.

## Palmarès

### Club

#### Competizioni nazionali
- Campionato armeno: 4

P'yownik: 2006, 2007, 2008, 2009
- Supercoppa d'Armenia: 2

P'yownik: 2007, 2008
- Coppa d'Armenia: 1

P'yownik: 2009